# Calocephalus knappii
Calocephalus knappii là một loài thực vật có hoa trong họ Cúc. Loài này được (F.Muell.) Ewart & Jean White mô tả khoa học đầu tiên năm 1910.